# 주호진
주호진(1981년 1월 1일 ~)은 대한민국의 전 축구 선수다. 1998년 백운기 고교 축구대회 MVP를 수상했던 바 있다.

## 출신 학교
- 부평초등학교
- 부평동중학교
- 부평고등학교
- 인천대학교

## 같이 보기
- 인천 유나이티드 2005 시즌